# カトレア・ケルヌア
カトレア・ケルヌア Cattlea cernua (Lindl.) Beer は、カトレア属のラン科植物の1つ。ごく小柄な種で、小さな花を複数個纏めてつける。

## 特徴
小柄な着生植物で多年生の草本。偽鱗茎は寄り集まって生じ、長さは約2cmで、やや筒状をしていて先端付近から扁平となる。葉は偽鱗茎の先端に1枚だけ着き、硬くて灰緑色をしており、卵形から長円形で長さ3cm程になる。葉の裏側は紫色を帯びる。
花期は秋から冬。花は偽鱗茎の先端から出る。花茎は短いが1つの花茎に2～5個の花が着く。個々の花はその径が1cm程、花色は朱赤色から橙黄色まで変異がある。萼片と側花弁は長楕円形をしており、唇弁は卵形。

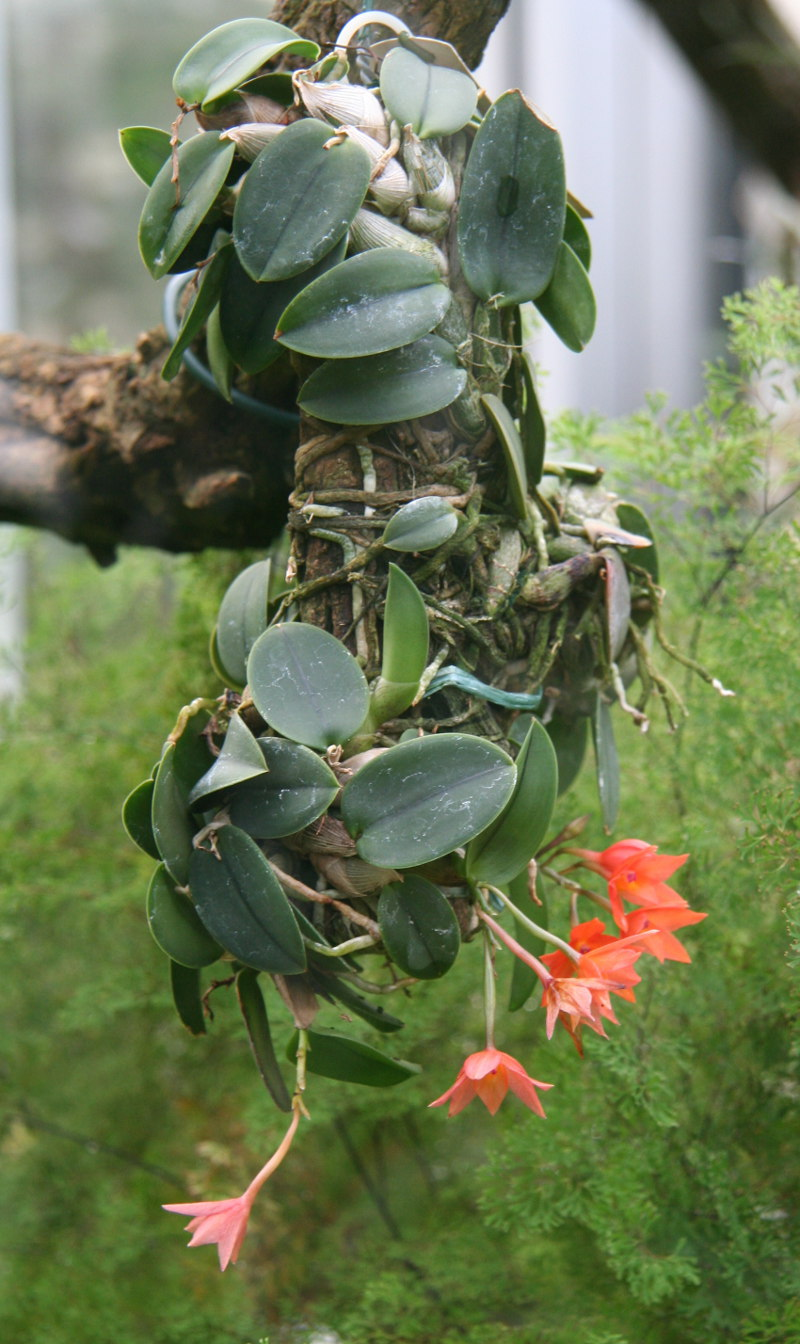
着生の状態で栽培したもの
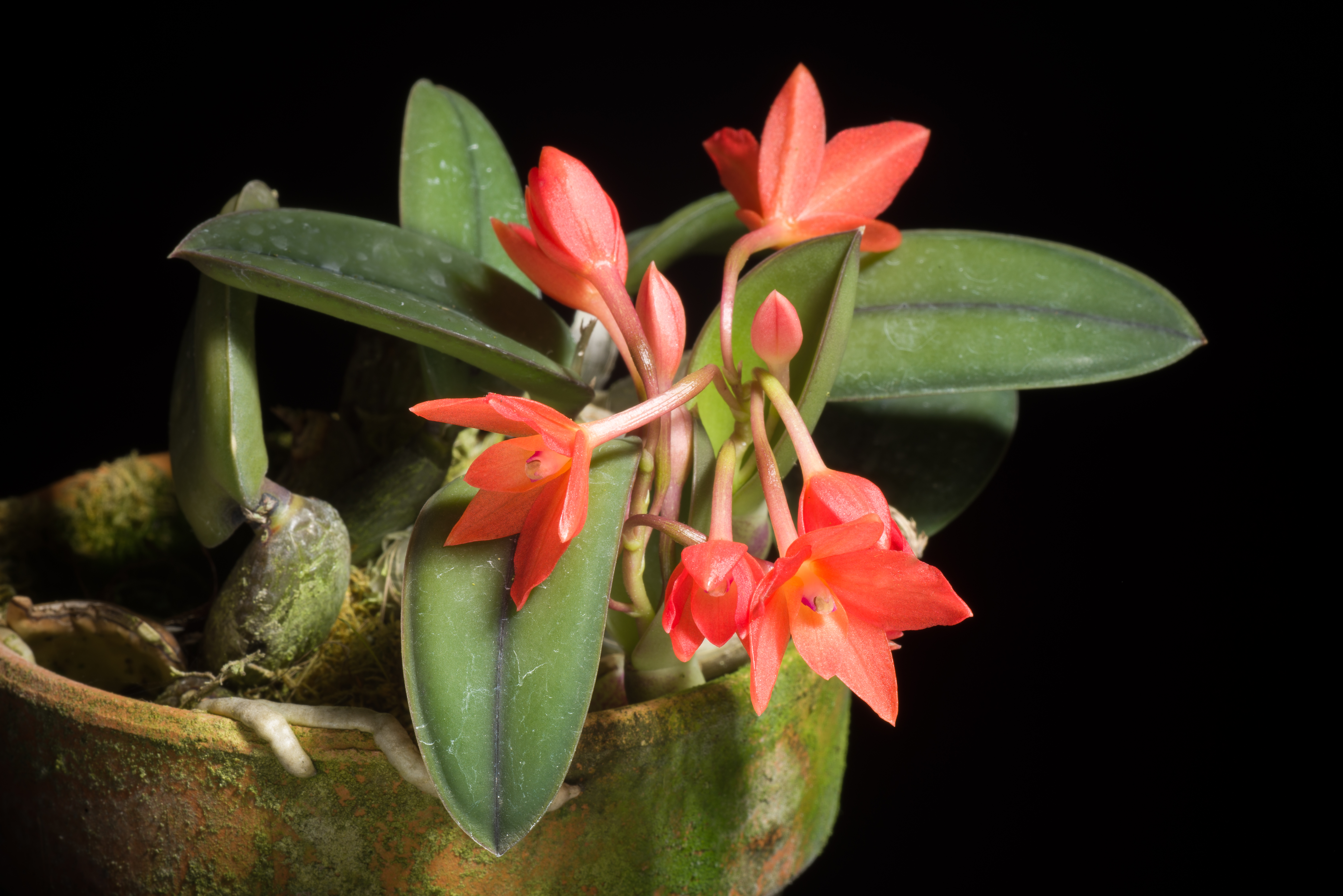
花茎の様子を示す

## 分布と生育環境
ブラジルの東部に産する。
海岸近くや砂丘でも見られる。

## 分類など
本種は当初はソフロニティス属に含められ、その際の学名は Sophronitis cernua であった。同じくソフロニティス属であったカトレア・コクシネアとはよく似ているが茎葉は一回り小さく、花は二回りほど小さく、その代わりに1つの花茎に着く花の数が多い。

## 利用
洋ランの1つとして栽培される。近縁のコクシネアほどには普及していないものの、小柄で可愛いランとしての定評がある。花は小さいものの複数まとまって着くためにそれなりに見応えがある。